# Brunó de Rappolstein
Brunó de Rappolstein fou senyor de Rappolstein fill de Joan IV de Rappolstein el Vell. Va néixer al castell de Girsberg cap a 1348
Va repartir el 1373 l'heretatge del seu pare amb el seu germà Ulric (VII) rebent al mateix temps la ciutat de Guémar i les dues parts inferiors de Rappolstein. El 19 de juny 1369, havia ajudat amb una escorta de cinquanta cavallers al seu servei, al casament del duc de Borgonya amb Margarida de Flandes. Va ser llavors un cavaller brillant en els tornejos, batallador i un bon diplomàtic. Aquesta última qualitat va degenerar més tard en engany.
D'un caràcter que el portava cap a les grans aventures, va acompanyar el duc de Borgonya a París i va entrar al servei a l'exèrcit que estava preparat per envair Anglaterra que tenia guarnició a Abbeville. Però va arribar que, mentre que el conestable Duguesclin prenia als anglesos una a una les províncies del Migdia, el duc de Lancaster va desembarcar sobre les costes de França, va parar l'exèrcit del nord amb el duc de Châtillon que feia un passeig matinal cap al castell de Rouvroy, i va fer presoner a Brunó i el va retenir diversos mesos a Calais i no li va tornar la llibertat més que amb un rescat (d'això el seu profund odi contra els anglesos).
De tornada a Alsàcia, va veure les seves possessions de Borgonya i de Xampanya que tenia per dret de la seva dona, Joana de Blâmont, exposades als estralls de l'aventurer anglès John Harlestin anomenat el Rothe Junker. El va fer presoner, però li va retornar la llibertat a canvi dels presoners borgonyons. El 1381, a la mort del darrer membre de la família d'Echéry (Eckerick), el castell d'aquest últim situat al Petit Rombach, a Sainte-Croix-aux-Mines va passar per a meitat als senyors de Rappolstein a títol d'hereus alodials dels Eckérick. L'altra meitat fou compartida amb el duc de Lorena.
Les baralles entre el duc de Lorena i els Rappolstein foren molt freqüents. El 6 d'octubre de 1383, Brunó es va fer rebre Ussbürger, és a dir coburgès forà de la ciutat d'Estrasburg i va prestar jurament entre les mans de l'alcalde (stettmeister) Joan de Müllenheim. Havent estat insultat en un lloc públic a Rouffach per Harleston, Brunó va fer presoner al cavaller, que passva pel territori dels ducs d'Àustria a l'Alta Alsàcia, de camí de pelegrinatge a Roma en companyia d'un sacerdot i dos criats (1384). Malgrat un salconduit reial, Harleston va ser empresonat al castell superior, un "niu d'àguila" anomenada Hoh-Rappolstein. Cansat de les vexacions de tota mena que Brunó li feia sofrir, el captiu va subscriure, el 18 de juliol de 1384, una convenció estipulant un rescat de 30.000 florins d'or amb diverses peces de tela anglesa de primera qualitat, vint espases de Bordeus i d'altres armes de combat. Aquesta convenció va ser signada en una sala d'Alt-Rappolstein, en presència del prebost d'Altkirch, del cavaller Werlin d'Hunawihr i d'Ulric d'Altencastel, i el primer terme va ser pagat l'octubre següent. Tanmateix, el senyor de Rappolstein no va alliberar el seu presoner.
El rei d'Anglaterra Ricard II es va interposar i va adreçar cartes a la ciutat d'Estrasburg, al papa i a l'emperador. No ha va haver res a fer. Llavors l'emperador Wesceslau va ordenar a les tropes de la Decàpolis alsaciana, col·locada sota els auspicis de Stislaw de Weitenmühle, de fer una demostració contra Estrasburg que s'havia manifestat incompetent. Apressat pels estrasburgesos, Brunó va fer, el 28 de setembre de 1386, un tractat secret amb el rei de França, Charles VII, el que li va fer encara fer-se el sord a un breu pontifical del 7 de febrer de 1387, prescrivint l'alliberament del cavaller anglès.
Tanmateix a Estrasburg havent-se-li ordenat el 1389, de presentar-se davant el consell àulic i havent estat posat fora la llei per l'imperi, Brunó, espantat, va posar finalment el seu captiu en llibertat, però venjant-se sobre els estrasburgesos reprenent la ciutat de Rappolstein, que els havia empenyorat per deutes i va entrar en una lliga secreta contra la poderosa ciutat. El juny de 1387, Brunó va empresonar a jueus sospitosos d'haver enverinat un pou a la regió. El setembre de 1392, el prefecte imperial Borsiwoy de Swinar va obrir la campanya contra Estrasburg, «aquest niu republicà de burgesos insolents». Brunó es va col·locar sota la seva bandera amb tots els nobles dels voltants de la ciutat. Eckbolsheim i els tres Hausbergen van ser lliurats a les flames. Llavors van començar converses a Eschau.
Brunó va demanar 20.000 florins de danys i interessos. El prefecte imperial en va demanar 100.000. Noves conferències, obertes a Nuremberg, van portar a una convenció, l'1 de gener de 1393 i el ban (la posada fora de la llei) de l'imperi va ser aixecat. Els estrasburgesos van atacar llavors Brunó, van posar setge davant Guémar que es va defensar valentament i va deure la seva salvació a la intervenció del duc Leopold III d'Àustria. Per un rescripte imperial del 28 d'abril de 1398, Wesceslau va posar un terme al llarg i interminable litigi entre els dos bel·ligerants, i els partits van ser acomiadats davant l'arquebisbe de Magúncia. Crivellat de deutes - era deutor de 90.000 florins - Brunó estava a punt de caure, quan va morir el mateix any, el 14 de maig de 1398 al castell d'Alt-Rappoltein.